# Inventions nouvelles
Pour plus de détails, voir Fiche technique et Distribution.
Inventions nouvelles (The Plastics Inventor) est un court-métrage d'animation américain des studios Disney avec Donald Duck, sorti en 1944.

## Synopsis
Donald écoute à la radio un programme lui expliquant comment fabriquer un avion parfaitement opérationnel réalisé complètement en plastique...

## Fiche technique
- Titre original : The Plastics Inventor
- Titre français : Inventions nouvelles
- Série : Donald Duck
- Réalisation : Jack King
- Scénario : Jack Hannah et Dick Shaw
- Layout : Ernie Nordli
- Décors : Merle Cox
- Animation : Paul Allen, Brad Case, Bill Justice et Don Towsley
- Effets d'animation :
- Musique : Oliver Wallace
- Production : Walt Disney
- Société de production : Walt Disney Productions
- Société de distribution : RKO Radio Pictures et Buena Vista Pictures
- Format : Couleur (Technicolor) - 35 mm - 1,37:1 - Son mono (RCA Photophone)
- Durée : 7 min
- Langue :  Anglais, Français
- Pays de production :  États-Unis
- Dates de  sortie :
  - États-Unis : 1er septembre 1944[1]

## Voix originales
- Clarence Nash : Donald Duck

## Voix françaises
- Sylvain Caruso : Donald Duck
- Philippe Dumat : la voix de la radio

## Titre en différentes langues
D'après IMDb :
- Suède : Kalle Anka som flygare, Kalle Anka som nybakad flygare

## Sorties DVD
- Les Trésors de Walt  Disney : Donald de A à Z, vol. 2.